# Хапчеранга
Хапчера́нга (рос. Хапчеранга) — село у складі Киринського району Забайкальського краю, Росія. Адміністративний центр та єдиний населений пункт Хапчерангинського сільського поселення.

## Населення
Населення — 838 осіб (2010; 1082 у 2002).
Національний склад (станом на 2002 рік):
- росіяни — 97 %